# مانويل باريوس
مانويل باريوس (بالإسبانية: Manuel Barrios) هو لاعب كرة قاعدة بنمي، ولد في 21 سبتمبر 1974.

## وصلات خارجية
- مانويل باريوس على موقع دوري كرة القاعدة الرئيسي (الإنجليزية)
- مانويل باريوس على موقعبيزبول رفرنس.كوم (الدوري الرئيسي) (الإنجليزية)
- مانويل باريوس على موقعبيزبول رفرنس.كوم (الدوري الثانوي) (الإنجليزية)
- مانويل باريوس على موقع إي إس بي إن.كوم (أم.أل.بي) (الإنجليزية)
- مانويل باريوس على موقع مشجعي الرسوم البيانية (الإنجليزية)